# Лара (фильм)
«Лара» (нем. Lara) — кинофильм режиссёра Яна-Оле Герстера, вышедший на экраны в 2019 году.

## Сюжет
Фильм рассказывает о 60-м дне рождения бывшей чиновницы Лары Йенкинс. После ухода мужа и переезда сына она живёт в одиночестве, не имея никаких целей в жизни. Все эти годы она посвятила воспитанию сына Виктора, стремясь сделать из него выдающегося пианиста и реализовать тем самым собственные недостигнутые амбиции. Однако её одержимость оставила глубокие психологические травмы в душе сына, который с некоторых пор перестал с ней общаться. И вот, в её 60-й день рождения, Виктор даёт дебютный концерт, впервые представляя на суд публики своё собственное произведение. Хотя Лара не была приглашена, она всё же намерена посетить это мероприятие.

## В ролях
- Коринна Харфаух — Лара Йенкинс
- Том Шиллинг — Виктор Йенкинс, сын Лары
- Райнер Бок — Пауль Йенкинс, бывший муж Лары
- Фолькмар Кляйнерт — профессор Райнхоффер, учитель Лары
- Андре Юнг — мистер Черни, сосед Лары
- Гудрун Риттер — мать Лары
- Мала Эмде — Йоханна, подруга Виктора
- Мария Драгус — Клара
- Хильдегард Шрёдтер — Марион

## Награды и номинации
- 2019 — три приза кинофестиваля в Карловых Варах: Специальный приз жюри, Приз экуменического жюри, Приз лучшей актрисе (Коринна Харфаух).
- 2019 — приз ФИПРЕССИ на Мюнхенском кинофестивале.
- 2019 — участие в конкурсной программе Чикагского, Вальядолидского и Хайфского кинофестивалей.
- 2019 — номинация на приз «Золотая камера 300» (Франк Грибе) на кинофестивале «Братья Манаки».
- 2020 — номинация на премию Deutscher Filmpreis за лучший художественный фильм.
- 2020 — участие в конкурсной программе Гётеборгского кинофестиваля.